# Emilio Scanavino
Emilio Scanavino (Gênes, 1922 - Milan, 1986) est un peintre et un sculpteur italien qui fait partie des représentants importants de l'art abstrait après la Seconde Guerre mondiale.

## Biographie
Emilio Scanavino fréquente la scuola magistrale de Gênes puis l'école d'Art Liceo Artistico Nicolò Barabino à partir de 1938 en tant qu'élève de Mario Calonghi.
Sa première exposition a lieu en 1942 au Salone Romano à Gênes.
Il part ensuite à Milan et s'inscrit à l'université en architecture.
En 1947, il part à Paris et a des contacts étraits avec les milieux artistiques. Il a fait la connaissance entre autres d'Édouard Jaguer, de Wols et de Camille Bryen. Ces rencontres influencent fortement son art. Il peint alors dans un style postcubiste, expose en 1948 dans le Galleria l'Isola à Gênes et trouve sa voie dans la peinture abstraite.
En 1950, il participe à la XXVe Biennale de Venise.
en 1951, il expose à la Apollinaire Gallery de Londres. Il a fait la connaissance de Philip Martin, d'Eduardo Paolozzi et Francis Bacon et en subit également l'influence.
Il entretient des contacts et amitiés artistiques avec Lucio Fontana, Sergio Dangelo, Enrico Baj, Gianni Dova, Roberto Crippa, Asger Jorn, Karel Appel, Corneille, du groupe CoBrA et avec Roberto Matta et Wifredo Lam.
En 1958, il se retire avec sa famille à Milan. Il fait la connaissance d'Alain Jouffroy, Gianpiero Giani, Gillo Dorfles, Roberto Sanesi, et de Franco Russoli.
Il retourne sur la côte Ligure et passe de plus en plus de temps à Calice Ligure dans un atelier qu'il y a installé en 1962 et où ensuite se réunissent, à partir de 1970, de nombreux artistes contemporains dont le Belge Jean Raine issu du groupe CoBrA et Théodore Kœnig, fondateur de la revue Phantomas.
Ses nombreuses notes et photographies ont permis en 2005 d'éditer La leggenda degli Artusti di Calice Ligure d'Emilio Scanavino & C.
En 1970, il gagne le grand prix du festival de Menton.
En 1971, il subit une délicate opération chirurgicale, guérit et donne le départ à une nouvelle phase créatrice de sa peinture.
Il accomplit des voyages en Belgique, France et Allemagne et il loue un appartement rue de Rivoli à Paris où il vit et travaille lors de plusieurs séjours avec sa femme.
En 1982, malgré une rechute et l'aggravation de sa maladie, il continue de travailler et à participer activement à des expositions autant collectives qu'individuelles.
En 1986, il est invité et expose à la Quadriennale d'Arte de Rome.
Emilio Scannavino meurt à 64 ans le 28 novembre 1986 à Milan.

## Expositions
- En 1948, Galleria l'Isola à Gênes
- En 1950, XXVe Biennale de Venise.
- En 1951, Apollinaire Gallery de Londres
- En 1954, XXVIIe Biennale de Venise,
- En 1958, prix au XXIXe Biennale de Venise et participation au XXXe et XXXIIIe Biennales
- Biennale en 1960
- En 1966, une salle lui est consacrée
- En 1959, Documenta de Cassel
- En 1963 et 1970, Galerie Smith de Bruxelles
- En 1971, festival de São Paulo
- En 1973, Kunsthalle de Darmstadt
- Palazzo Grassi de Venise
- Palazzo Reale de Milan
- En 1979, Galerie Matthias Fels à Paris
- En 1980, Palazzo Massari à Ferrare.
- En 1984 et 1985, rétrospectives à Florence dans le Palazzo dei Congressi et dans le château de Tours.
- En 1986, Quadriennale d'Arte de Rome.

## Musées
- GAMeC Galleria d'Arte Moderna e Contemporanea de Bergame
- MAMbo Galleria d´Arte Moderna (it) de Bologne
- Museo del Novecento, Milan
- Museo Santa Barbara  MuSaBa de Mammola (RC)
- Pinacoeca Civica de Savone
- Museion Museo d’Arte Moderna e Contemporanea Bolzano
- Musée d'Art moderne et contemporain de Trente et Rovereto (MART)
- Museo della Permanente Palazzo della Permanente, Milan
- Museum Abteiberg Mönchengladbach Allemagne
- SFMOMA, musée d'art moderne de San Francisco
- Centre Pompidou Musée National d'Art Moderne
- Musée d’art contemporain Tamayo Mexico City